# SremmLife
Albums de Rae Sremmurd
SremmLife 2
(2016)
Singles
1. No Flex Zone
Sortie : 30 mars 2014
2. No Type
Sortie : 27 août 2014
3. Throw Sum Mo
Sortie : 8 décembre 2014
4. Up Like Trump
Sortie : 16 décembre 2014
5. This Could Be Us
Sortie : 12 mai 2015
6. Come Get Her
Sortie : 21 septembre 2015

SremmLife est le premier album studio du groupe Rae Sremmurd, sorti le 6 janvier 2015.
L'album s'est classé 1er au Top R&B/Hip-Hop Albums et au Top Rap Albums, 2e au Top Digital Albums et 5e au Billboard 200.

## Liste des titres
| No  | Titre                                             | Auteur                                                                     | Producteur(s)               | Durée |
| --- | ------------------------------------------------- | -------------------------------------------------------------------------- | --------------------------- | ----- |
| 1.  | Lit Like Bic                                      | A. Brown, K. Brown, J. Miller, S. Hybicki                                  | BackPack                    | 4:34  |
| 2.  | Unlock the Swag (featuring Jace de Two-9)         | A. Brown, K. Brown, M. Williams, A. Hogan, J. Harris                       | Mike Will Made It, A+       | 5:22  |
| 3.  | No Flex Zone                                      | A. Brown, K. Brown, M. Williams, A. Hogan                                  | Mike Will Made It, A+       | 3:51  |
| 4.  | My X                                              | A. Brown, K. Brown, T. Pittman                                             | Young Chop                  | 3:34  |
| 5.  | This Could Be Us                                  | A. Brown, K. Brown, M. Williams, M. Middlebrooks                           | Mike Will Made It, Marz     | 3:26  |
| 6.  | Come Get Her                                      | A. Brown, K. Brown, M. Williams, A. Hogan                                  | Mike Will Made It, A+       | 3:32  |
| 7.  | Up Like Trump                                     | A. Brown, K. Brown, S. Uwaezuoke                                           | Sonny Digital               | 3:13  |
| 8.  | Throw Sum Mo (featuring Nicki Minaj & Young Thug) | A. Brown, K. Brown, K. Coby, M. Williams, J. Felton, O. Maraj, J. Williams | Soundz                      | 4:20  |
| 9.  | YNO (featuring Big Sean)                          | A. Brown, K. Brown, M. Williams, A. Hogan, S. Anderson                     | Mike Will Made It, A+       | 5:24  |
| 10. | No Type                                           | A. Brown, K. Brown, M. Williams                                            | Mike Will Made It, Swae Lee | 3:20  |
| 11. | Safe Sex Pay Checks                               | A. Brown, K. Brown, P. Slaughter, C. Mays                                  | Honorable C.N.O.T.E.        | 4:56  |

## Classement hebdomadaire
| Charts (2015)                         | Meilleure position |
| ------------------------------------- | ------------------ |
| Canadian Albums Chart                 | 13                 |
| (Wallonie) Ultratop                   | 193                |
| Hitlisten                             | 22                 |
| Billboard 200                         | 5                  |
| US Top R&B/Hip-Hop Albums (Billboard) | 1                  |
| US Top Rap Albums (Billboard)         | 1                  |
| UK R&B Albums                         | 24                 |